# Station Hee
Station Hee is een spoorweghalte in het Deense Hee. De halte ligt aan de lijn Esbjerg - Struer. Treinen stoppen er enkel op verzoek.